# ステラミーゴいわて花巻
ステラミーゴいわて花巻（ステラミーゴいわてはなまき）は、岩手県花巻市をホームタウンとするフットサルクラブチームである。

## 概要
2003年12月に行われたイベント大会に向けて結成されたチームを母体として、2004年4月にアミーゴ・ビクトリア“AMV”を発足した。2007年よりステラミーゴいわて花巻に名称を変更し、2007年度から開幕した日本フットサルリーグに初年度より参戦。
チーム名の由来はイタリア語の星(stella)と、スペイン語の仲間(amigo)を合わせて作られた造語である。仲間(選手やサポーター、地域支援してくれるすべての人たち)とともに、頂点（星）を目指すという意味が込められている。星は花巻市ゆかりの宮沢賢治をイメージさせる、銀河世界のモチーフから採用している。
2011年12月、チームの経営状態がFリーグの要綱を遵守していないことから2011-2012シーズンをもってFリーグを退会した。2012年度の全日本フットサル選手権大会に出場したのがFリーグ会員としての最後の試合であった。
2012年シーズンより東北フットサルリーグに参加。

## 成績・歴代監督
| 年度    | 所属          | 順位 | 勝点 | 試合 | 勝 | 分 | 敗 | 得 | 失  | 得失 | オーシャン アリーナ杯 | 全日本選手権     | 監督                          |
| 2007-08 | Fリーグ       | 8位  | 11   | 21   | 3  | 2  | 16 | 36 | 96  | -60  | -                     | 予選リーグ敗退   | マルコ・ブルーノ→橋本淳       |
| 2008-09 | Fリーグ       | 8位  | 4    | 21   | 1  | 1  | 19 | 36 | 107 | -71  | 1回戦敗退             | 予選リーグ敗退   | パコ・アラウホ→眞境名オスカー |
| 2009-10 | Fリーグ       | 9位  | 17   | 27   | 4  | 5  | 18 | 52 | 86  | -34  | 1回戦敗退             | 予選リーグ敗退   | 岡田サントスジオゴ            |
| 2010-11 | Fリーグ       | 10位 | 17   | 27   | 4  | 5  | 18 | 55 | 97  | -44  | 2回戦敗退             | 決勝ラウンド進出 | 岡田サントスジオゴ            |
| 2011-12 | Fリーグ       | 10位 | 13   | 27   | 4  | 1  | 22 | 42 | 111 | -69  | 2回戦敗退             | 予選リーグ敗退   | 相根澄                        |
| 2012-13 | 東北1部       | 8位  | -5   | 14   | 0  | 0  | 14 | 15 | 86  | -71  | -                     |                  | 渡辺幸彦                      |
| 2013    | 東北2部北東北 |      |      |      |    |    |    |    |     |      | -                     |                  |                               |

## 記録
（2010-11年シーズン終了時の記録）

### 最多得点試合
リーグ戦
- 6-4 【2010年10月3日 第9節 対ペスカドーラ町田（町田市立総合体育館）】

公式戦
- 8-3 【2008年3月2日 全日本フットサル選手権グループリーグ 対IKAI FUTSAL（ワールド記念ホール）】
- 8-5 【2011年3月6日 全日本フットサル選手権グループリーグ 対リンドバロッサ（舞洲アリーナ）】

### 最多失点試合
リーグ戦
- 0-12 【2008年1月27日 第18節 対名古屋オーシャンズ（パークアリーナ小牧）】

公式戦
- 1-10 【2008年6月13日 オーシャンアリーナカップ1回戦 対名古屋オーシャンズ（大洋薬品オーシャンアリーナ）】

## 観客動員記録
最多観客動員試合（ホーム）
- 花巻市総合体育館
  - 1,921人【2009年2月1日 第20節 対名古屋オーシャンズ】

年度別観客動員記録（リーグ戦ホームゲーム）
| 年度    | 合計 動員数 |        | 最多動員数     | 最多動員数     | 最多動員数 | 最多動員数 |                | 最少動員数 | 最少動員数     | 最少動員数 | 最少動員数 |                             | 平均 動員数 | 試合数 | ホーム試合会場               |
| 年度    | 合計 動員数 | 動員数 | 試合日         | 対戦           | 会場       | 動員数     | 試合日         | 対戦       | 会場           |            |            |                             | 平均 動員数 | 試合数 | ホーム試合会場               |
| ------- | ----------- | ------ | -------------- | -------------- | ---------- | ---------- | -------------- | ---------- | -------------- | ---------- | ---------- | --------------------------- | ----------- | ------ | ---------------------------- |
| 2007-08 | 9,298       |        | 1,673          | 10月14日（日） | 浦安       | 花巻       |                | 1,085      | 11月11日（日） | 湘南       | 花巻       |                             | 1,328       | 7      | 花巻:7                       |
| 2008-09 | 9,513       | 1,921  | 2月1日（日）   | 名古屋         | 花巻       | 1,018      | 12月14日（日） | 大分       | 花巻           | 1,359      | 7          | 花巻:6 盛岡:1               |             |        |                              |
| 2009-10 | 14,224      | 1,467  | 11月22日（日） | 名古屋         | 花巻       | 1,017      | 12月20日（日） | 大阪       | 花巻           | 1,185      | 12         | 花巻:6 県営:3 水沢:2 盛岡:1 |             |        |                              |
| 2010-11 | 12,076      | 1,472  | 8月22日（日）  | 府中           | 盛岡       | 747        | 2月13日（日）  | 大分       | 花巻           | 1,006      | 12         | 花巻:6 県営:3 水沢:2 盛岡:1 |             |        |                              |
| 合計    | 45,111      |        |                |                |            |            |                |            |                |            |            |                             | 1,187       | 38     | 花巻:25 県営:6 水沢:4 盛岡:3 |

- 略表記

花巻：花巻市総合体育館
県営：岩手県営体育館
水沢：水沢総合体育館
盛岡：盛岡市アイスアリーナ

## ユニフォーム

### チームカラー
- ピンク

### ユニフォームサプライの遍歴
- 2007年 - 2011 ロット
- 2011年 - 現在 プーマ

## チーム名変遷
- 2004年 - アミーゴ・ビクトリア“AMV”
- 2007年 - ステラミーゴいわて花巻

## チームスローガン
| 年度    | スローガン                        |
| 2008-09 | はいあがれ！上へ、前へ。          |
| 2009-10 | 仲間 －Acredite um amigo!!－      |
| 2010-11 | 明日への期待 －Acreditar Sampre－ |
| 2011-12 | 東北の責任                        |